# Gai Vibi Var
Gai Vibi Var (en llatí: Caius Vibius Varus) va ser un magistrat romà del segle i aC. Formava part de la gens Víbia, una gens romana d'origen plebeu.
El seu nom només el coneixem per diverses monedes i se suposa que va ser un dels triumviri monetales en temps de Marc Antoni, després de la mort de Juli Cèsar l'any 44 aC. Les monedes mostren la imatge de Marc Antoni amb barba, que només va portar a l'inici del segon triumvirat, i al revers la de Venus.